# Laurent Marcangeli
Laurent Marcangeli (ur. 10 grudnia 1980 w Ajaccio) – francuski polityk, prawnik i samorządowiec, deputowany, od 2024 minister działań publicznych, służb publicznych i uproszczenia procedur.

## Życiorys
Studiował na Université de Corse-Pascal-Paoli. Uzyskał magisterium z historii i prawa publicznego. Podjął praktykę w zawodzie adwokata.
Zaangażował się w działalność polityczną w ramach gaullistowskiego Zgromadzenia na rzecz Republiki, do którego dołączył w 1997. Następnie w wyniku przekształceń partyjnych zostawał członkiem Unii na rzecz Ruchu Ludowego i Republikanów, z których wystąpił w 2018. W 2013 uzyskał też członkostwo w Comité central bonapartiste, regionalnym ugrupowaniu odwołującym się do ideologii bonapartyzmu.
W 2008 został radnym miejskim w Ajaccio, a w 2011 radnym departamentu Korsyka Południowa. W wyborach w 2012 uzyskał mandat posła do Zgromadzenia Narodowego, który sprawował do 2017. W 2014 został wybrany na mera Ajaccio, pokonując Simona Renucciego. Wybory te zostały jednak w tym samym roku unieważnione, a Laurent Marcangeli ustąpił z funkcji burmistrza. Powrócił na nią w 2015, wygrywając kolejne głosowanie. W 2020 z powodzeniem ubiegał się o reelekcję.
W 2021 przystąpił do formacji Horizons, którą założył były premier Édouard Philippe. W 2022 po raz drugi wybrano go w skład Zgromadzenia Narodowego, ustąpił w tymże roku ze stanowiska mera w związku z przepisami regulującymi zasady łączenia funkcji. Stanął na czele frakcji swojej partii w niższej izbie francuskiego parlamentu. Mandat deputowanego utrzymał również w 2024.
W grudniu 2024 dołączył do nowo powstałego rządu François Bayrou, obejmując w nim stanowisko ministra działań publicznych, służb publicznych i uproszczenia procedur.